# Can Cabot (Vilassar de Mar)
Can Cabot és un edifici del municipi de Vilassar de Mar (Maresme) que forma part de l'Inventari del Patrimoni Arquitectònic de Catalunya.

## Descripció
És un edifici civil, una masia de planta baixa, pis i golfes, coberta per una teulada a doble vessant amb el carener perpendicular a la façana. Destaquen tres grans balcons, i la porta no es troba a l'eix de simetria. L'ornamentació historicista barroca ha alterat l'aspecte original de la masia: els esgrafiats que decoren una franja sota la cornisa, el coronament de l'edifici amb un rellotge de sol, les orles i especialment els esgrafiats amb forma de carreu que envolten les obertures i decoren els angles de l'edifici.

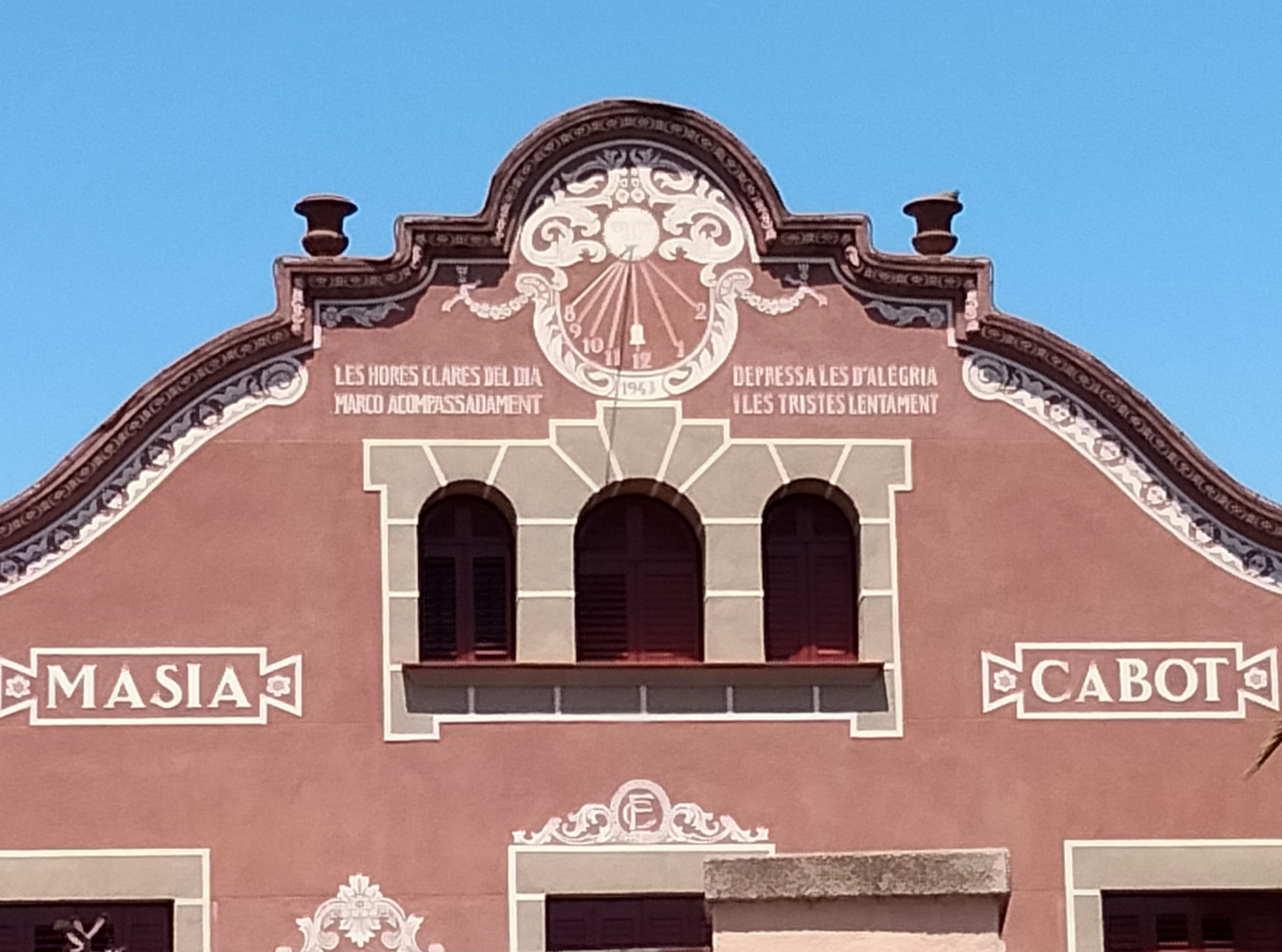
Coronament de la façana, amb el rellotge de sol

Cal destacar també el coronament de la façana, que oculta la teulada, format per línies concavoconvexes típiques de l'estil barroc i les hídries de ceràmica que decoren els angles de la teulada. S'ha de tenir en compte el treball de les reixes de finestres i balcons.

## Història
Aquesta casa té l'origen a finals del segle xviii. A principi del segle xix va ser propietat del xocolater Roc Batllori que era un dels principals contribuents de la població. Les terres de la masia s'estenien fins a les eixides del carrer de Sant Ramon on es construirien, posteriorment, l'escola de les Monges i els Xalets d'en Lladó. Dins de la propietat també s'hi edificaren l'escorxador municipal i la casa de ‘La Suïssa’. Actualment, tota la zona de conreu és edificada.
La masia, al segle xix, era dedicada a la producció de taronja que s'exportava a França fins a la irrupció del conreu de la patata primerenca i dels clavells introduïts per Beniamino Farina i Ferrari a principi del segle xx.

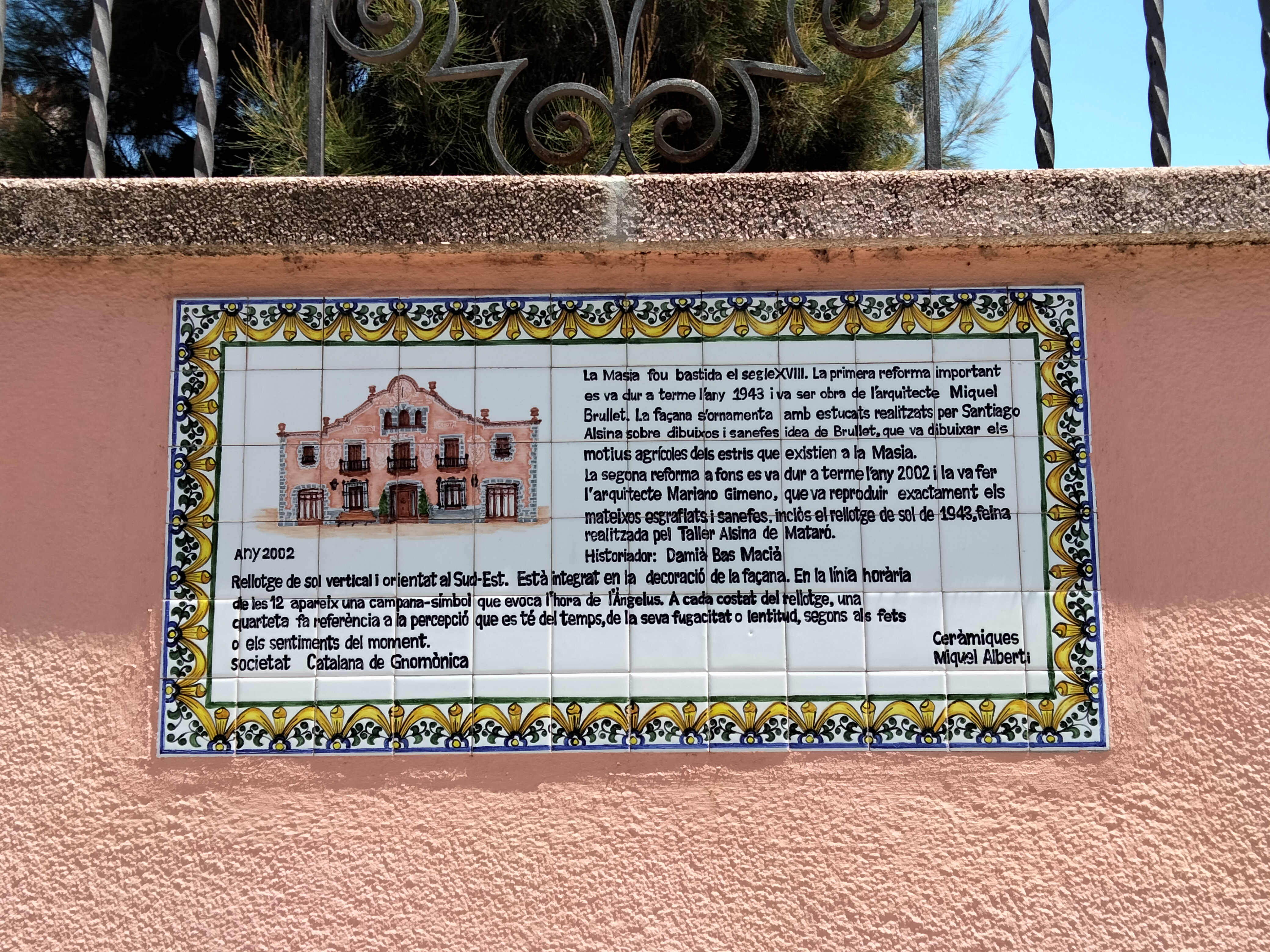
La història de la masia, explicada en un plafó ceràmic a la tanca de l'avinguda de Montevideo

La casa fou adquirida, el 1917, per Francesc Cabot i reformada, el 1943, per Pere Cabot. Les obres foren a càrrec de l'arquitecte Miquel Brullet i Monmany. Els clavells i les patates són un dels motius esgrafiats a la façana de la casa pel mestre Santiago Alsina i Borell, de la família d'estucadors mataronina Alsina.